# Saab GlobalEye
Le Saab GlobalEye est un avion militaire conçu et fabriqué en Suède. Basé sur l’aéronef civil Bombardier Global Express, il est destiné aux missions de détection et de commandement aéroporté.

## Description

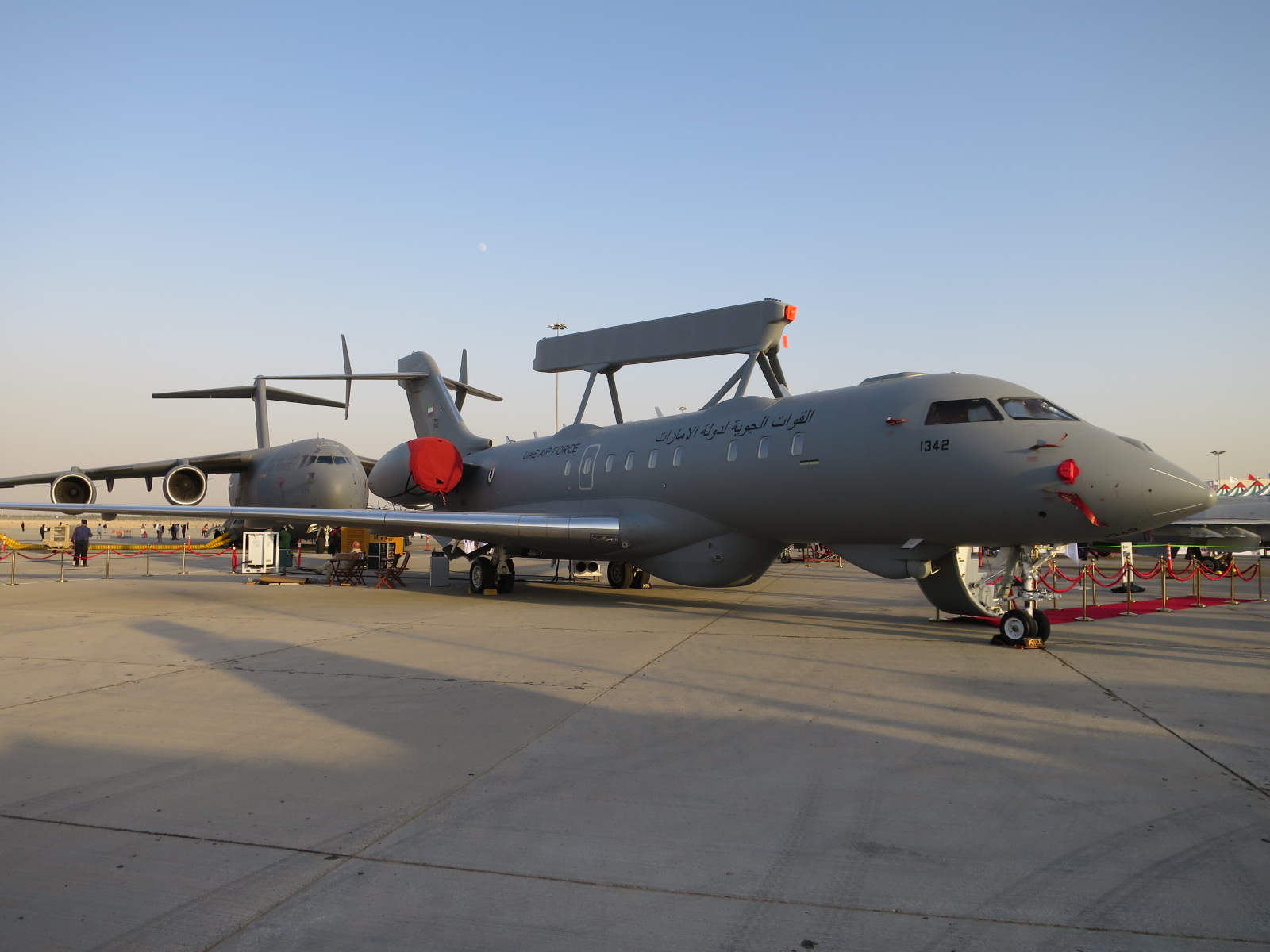
Un GlobalEye émirati au Salon aéronautique de Dubaï 2021.

Le GlobalEye de Saab est un biréacteur type AWACS basé sur l'avion d'affaires canadien Bombardier Global Express 6000. Néanmoins il a totalement été développé en Suède. Il peut fonctionner aussi bien en mode air-air que surveillance maritime. Son premier exemplaire est officiellement présenté en février 2018. Le troisième effectue son premier vol le 30 août 2019. Leur mise en service est annoncée en 2020.
La société de Défense et de Sécurité Saab installe sur l'avion d'affaires une version du système de radar à antenne active Saab « Erieye (en) ER » intégrant la technologie GaN (nitrure de gallium) qui offre une détection supérieure à 600 km. Les caractéristiques du système comprennent, la production d'ondes adaptatives (y compris la compression numérique, codée en phase d'impulsion), le traitement du signal et de poursuite de cible tout au long de la couverture angulaire du système à l’aide de fréquences basses et moyennes. Le système permet une capacité de détection avant et en arrière du cap de l'avion ; le système Swing Role Surveillance System (SRSS) est capable de détections simultanées et permet le suivi des cibles multiples dans les airs, sur terre et en mer.
En matière de détection maritime, le système est couplé avec le radar à antenne active SeaSpray Leonardo 7500E en bande I (en) (8 à 12,5 GHz) ventral et d’une tourelle électro-optique.
Le « GlobalEye » est capable de détecter des navires à environ 400 km et même des contacts plus petits, comme par exemple une motomarine et un périscope de sous-marin au-delà des 185 km (100 milles nautiques). L’ensemble du système est capable de fonctionner dans un environnement de guerre électronique et de cyberguerre. Le discernement de pistes aériennes est facilité par une identification ami ou ennemi (IFF) mode 5 (ou norme nationale du client).
La France confirme le 18 juin 2025 vouloir en acquérir deux exemplaires avec une option pour deux autres.

## Utilisateurs
- Émirats arabes unis : 5 exemplaires commandés, 3 en 2015 livrés en 2020[6],[7]2 autres en 2021 dont le dernier est livré en septembre 2024[8].
- Suède : 2 exemplaires commandés à l’été 2022[9] en remplacement des Saab 340 Erieye, pour une livraison en 2027. En 2024, ce pays lève une option pour un appareil supplémentaire[10].
- France : Une lettre de commande de 2 avions a été réalisée lors du salon du Bourget 2025, avec une option d’achat pour 2 autres afin de remplacer d’ici 2030-2035 sa flotte vieillissante de Boeing E-3 Sentry[11].

## Sources & références

### Sources web
- (en) Page officielle du SAAB GlobalEye.